# كاثرين بوريل
كاثرين بوريل هي صحفية وكاتِبة كندية، ولدت في 23 يونيو 1979 في تورونتو في كندا.

## وصلات خارجية
- الموقع الرسمي